# Контен, Алексис
Алекси́с Жан-Клод Конте́н (фр. Alexis Jean-Claude Contin; 19 октября 1986, Сен-Мало, департамент Иль и Вилен) — французский роликобежец и конькобежец; 12-кратный чемпион и 17-кратный призёр чемпионатов мира, 13-кратный чемпион и 8-кратный призёр чемпионата Европы по роликобежному спорту. Участник зимних Олимпийских игр 2010, 2014 и 2018 годов, серебряный и 2-кратный бронзовый призёр чемпионата мира, обладатель Кубка мира в масс-старте, чемпион Франции по конькобежному спорту. Выступал за команду "Bretagne PV".

## Биография
Алексис Контен начал с катания на роликах в возрасте 5-ти лет. В 2003 году он выиграл свой первый титул чемпиона мира среди юниоров. Позже завоевал 12 титулов чемпиона мира.

### Конькобежный спорт
В сезоне 2005/06 Алексис начал участвовать в соревнованиях по конькобежному спорту и уже в декабре принял участие в Кубке мира. На крупных международных турнирах выступал с 2007 года. Он занял 17-е место на чемпионате  Европы в классическом многоборье, 22-е на чемпионате мира в классическом многоборье и в марте на чемпионате мира на отдельных дистанциях стал 21-м в забеге на 5000 м и 15-м на 10 000 м.
В 2010 году занял 4-е место на чемпионате Европы в классическом многоборье в Хамаре. На Олимпийских играх 2010 года в Ванкувере занял 6-е место на дистанции 5000 метров и 4-е на 10000 м. К Олимпиаде готовился вместе с Иваном Скобревым и Энрико Фабрисом под руководством Маурицио Маркетто. Через год на чемпионате Европы в классическом многоборье занял 7-е место, а на чемпионате мира на отдельных дистанциях поднялся на 4-е место в забеге на 5000 м и занял 10-е место на 1500 м.
В сезоне 2011/12 стал первым обладателем Кубка мира в масс-старте, хоть и проходил всего на двух последних этапах. В январе 2012 года на чемпионате Европы в классическом многоборье занял 5-е место, а на чемпионате мира на отдельных дистанциях занял лучшее 5-е место в забеге на 5000 м. Следующие 2 сезона Контен провёл слабо. На Кубке мира в сезоне 2012/13 дважды поднимался на 3-е место в масс-старте, а  в сезоне 2013/14 стал 2-м в забеге на 10 000 м.
В 2014 году, за 10 дней до Игр в Сочи, врачи диагностировали у него заболевание щитовидной железы. 8 декабря 2016 года рецидив вынудил его полностью удалить железу. В 2014 году на зимних Олимпийских играх в Сочи он занял 8-е место в командной гонке. В 2015 году на чемпионате мира на отдельных дистанциях в Херенвене Контен завоевал бронзовую медаль в масс-старте и занял 5-е место в забегах на 1500 м и 5000 м. Следом на чемпионате мира в классическом многоборье поднялся на 5-е место.
В сезоне 2015/16 на 3-м этапе Кубка мира в Инцелле выиграл впервые в масс-старте, а в феврале 2016 года на чемпионате мира на отдельных дистанциях в Коломне занял очередное 3-е место в масс-старте. В следующем сезоне стал 2-м в масс-старте на 1-м этапе Кубка мира в Харбине и выиграл серебряную медаль в масс-старте на чемпионате мира в Канныне. Осенью 2017 года, оставив жену и маленького ребенка, Контен занялся индивидуальной подготовкой по контракту с голландской профессиональной командой до марта 2017 года, где он работал вместе с легендой «Оранжевых» Свеном Крамером.
В феврале 2018 года Алексис Контен участвовал на своих третьих зимних Олимпийских играх в Пхёнчхане, где стал 10-м в масс-старте, 11-м в забеге на 5000 м и 22-м на 1500 м. Сразу после игр он завершил карьеру спортсмена. В 2018 году назначен менеджером сборной Франции по конькобежному спорту.